# Edward C. Prescott
Edward Christian Prescott (26. prosince 1940 Glens Falls, New York, USA – 6. listopadu 2022, Paradise Valley, Arizona) byl americký ekonom. 
V roce 2004 spolu s Finnem E. Kydlandem získal Cenu Švédské národní banky za rozvoj ekonomické vědy na památku Alfreda Nobela za „teorii hospodářských cyklů a ekonomické politiky, časové konzistence ekonomické politiky a zkoumání sil, které řídí výkyvy hospodářského cyklu“.